# Meyerův vrch
Meyerův vrch (německy Meyers Berg) je kopec o nadmořské výšce 509 m, který leží v Mikulášovicích v Ústeckém kraji.

## Charakteristika
Vrch náleží ke geomorfologickému celku Šluknovská pahorkatina, jeho okrsku Šenovská pahorkatina a podokrsku Mikulášovická pahorkatina. Geologické podloží tvoří střednězrnný lužický granodiorit a na výběžku jižního svahu se nachází také limburgit. Půdním pokryvem je převážně modální mesobazická kambizem, méně je zastoupena kambizem modální eutrofní a podél vodních toků také oglejená. Na západním svahu pramení Mikulášovický potok, který patří k povodí Sebnice, na jihovýchodním pak Černý potok, který náleží k povodí Křinice. Celý vrch patří k povodí Labe a úmoří Severního moře. Velká část Meyerova vrchu má zemědělské využití, svahy od jihu k východu jsou zalesněné smíšeným lesem. Přes severní svah vede železniční trať Rumburk – Panský – Mikulášovice a krajská silnice III/26510. U silnice stojí kovaný Meyerův kříž z roku 1774 s pískovcovým podstavcem. Na západním svahu se rozkládá zástavba horní části Mikulášovic s kaplí Matky Boží.

## Galerie

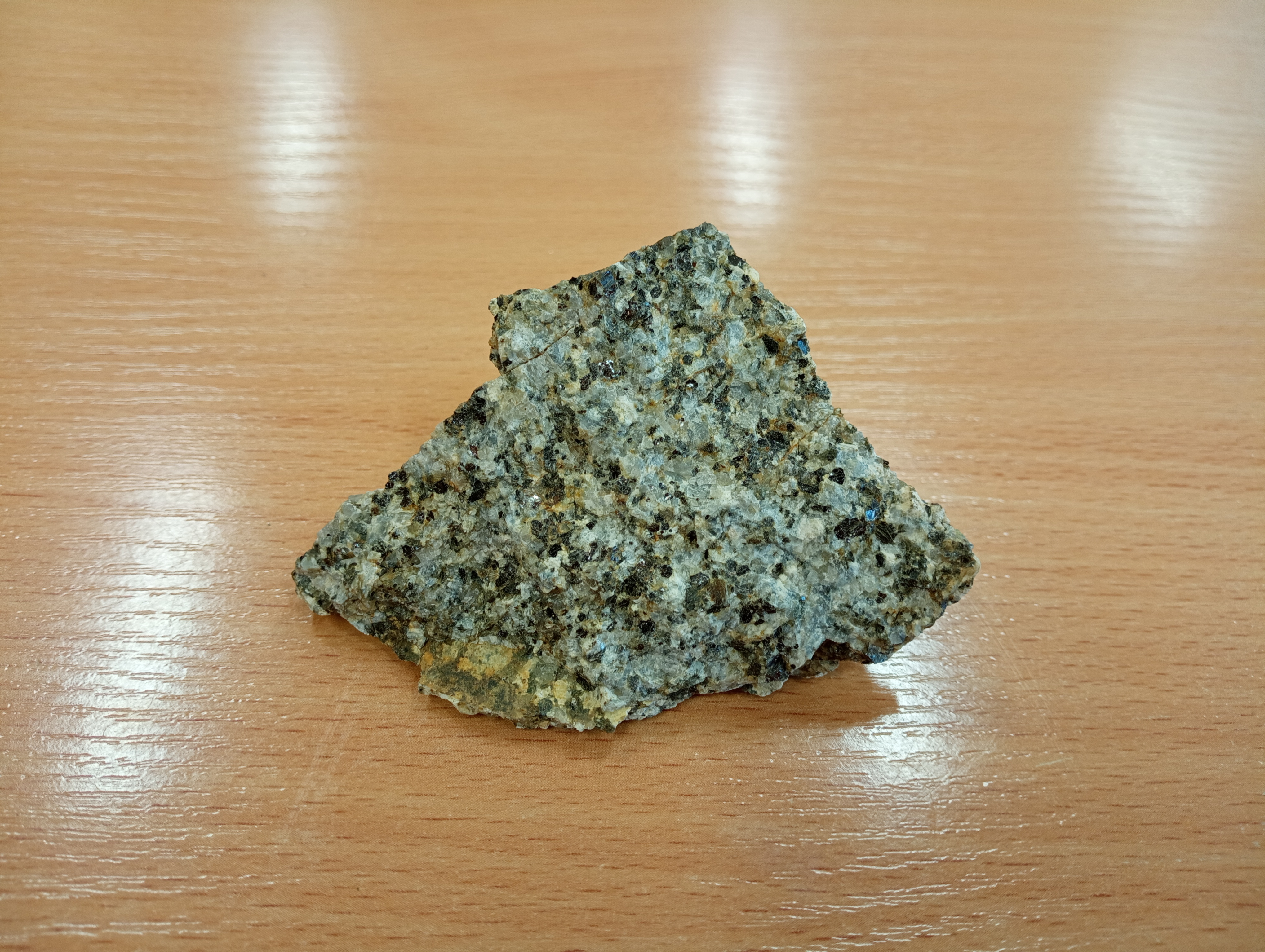
Lužický granodiorit
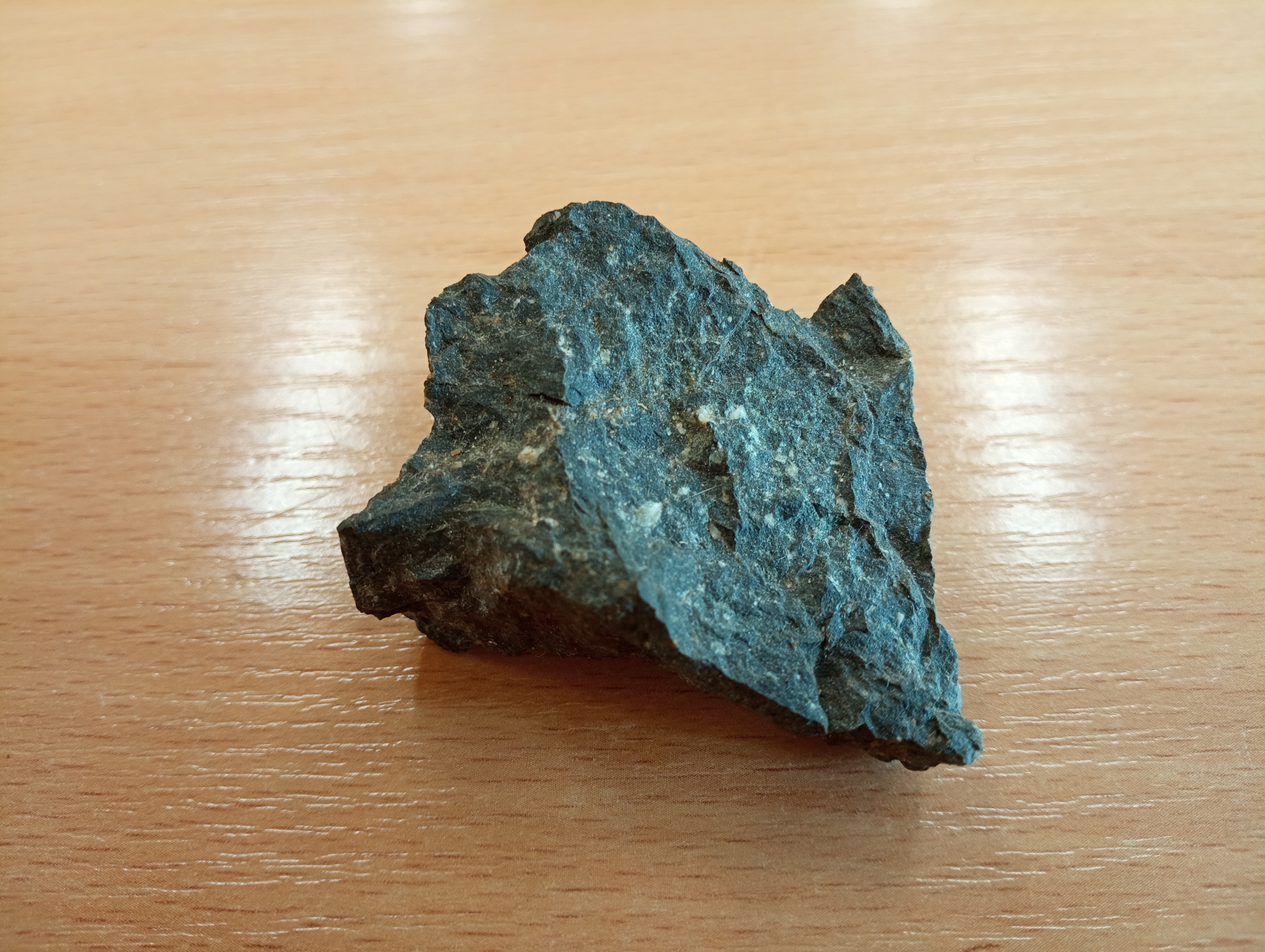
Limburgit